# 新莊廟街商圈

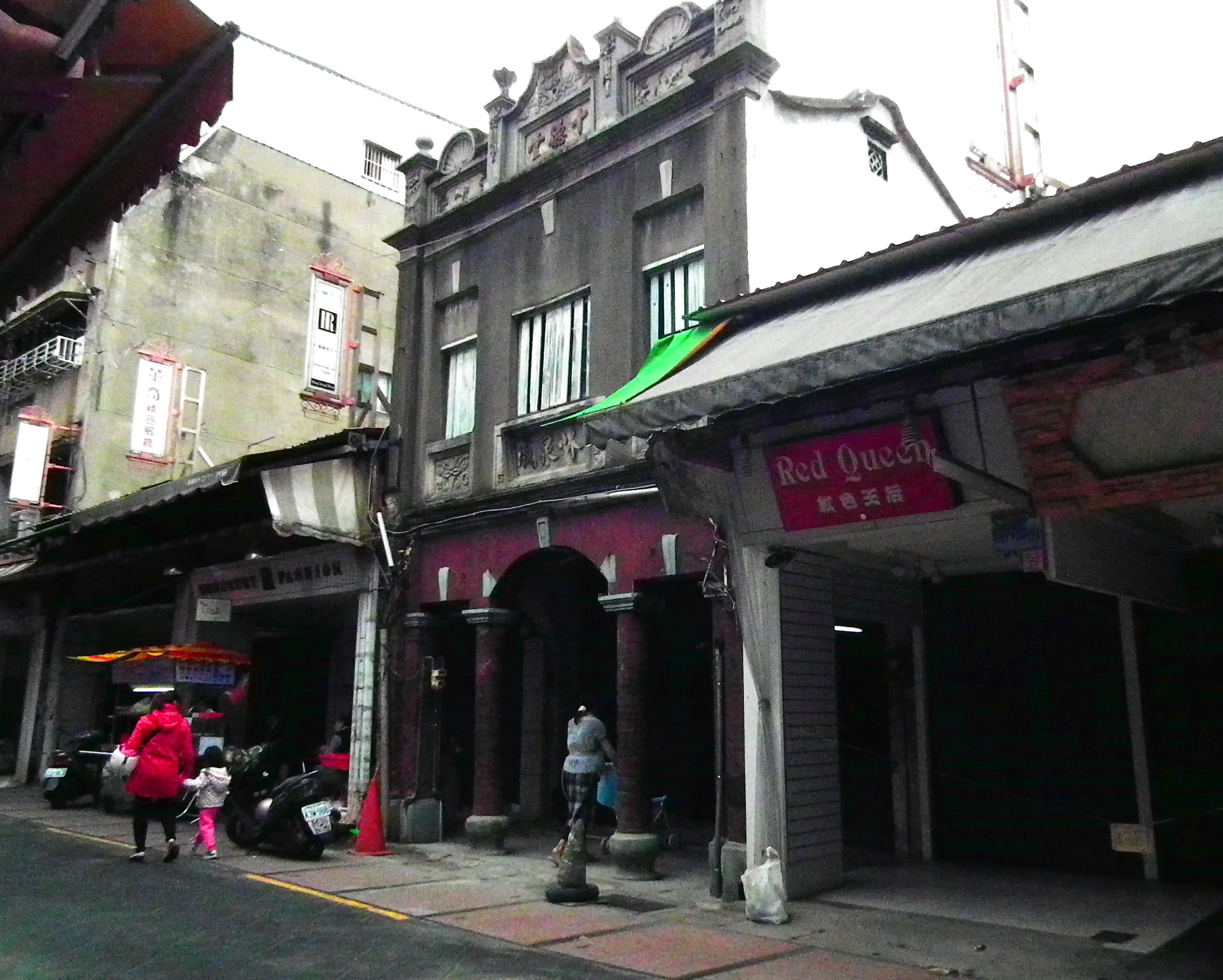
林泉成古厝（新莊路405號）

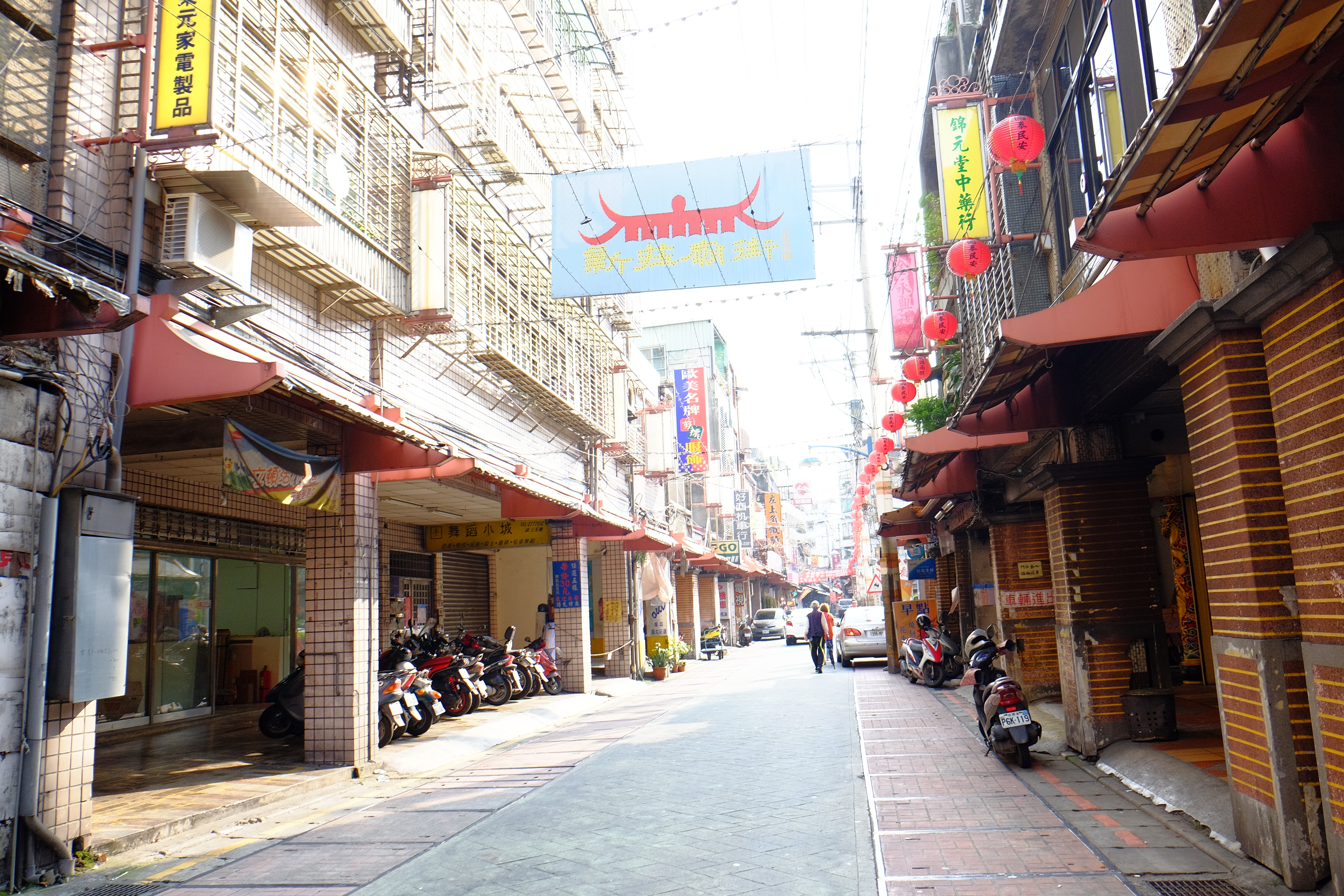
2015年的新莊廟街商圈

新莊廟街商圈為位於台灣新北市新莊區的商圈，範圍以新泰路、新莊路、碧江街、景德路為主。型態業種為服裝、鞋類、餐飲等。該商圈因夜間亦有營業，俗謂新莊夜市。
此地區是新莊早期開發的地區。清代雍正乾隆年間，新莊是淡水河流域重要的進出口港埠，來自中國大陸、日本的商船可以航行到新莊，因此屬於台灣早期發展聚點之一，清代建立的廟宇多（三山國王廟、慈祐宮、關帝廟、文昌祠、大眾廟、保元宮、福德祠、潮江寺）。新莊老街留存的老地名包括：鹽館、土車間、細姨街、戲館巷、挑水巷、米市巷、豬哥巷、鹹菜巷等。街坊上至今仍保留少許巴洛克建築至今。
地方重大廟宇節慶除了新莊大眾廟舉辦的文武大眾爺祭典（俗稱新莊大拜拜）之外，還包括慈祐宮媽祖生祭典、關帝廟關帝誕辰。與李天祿「亦宛然」齊名的「小西園」布袋戲戲團也源於此。

## 參見

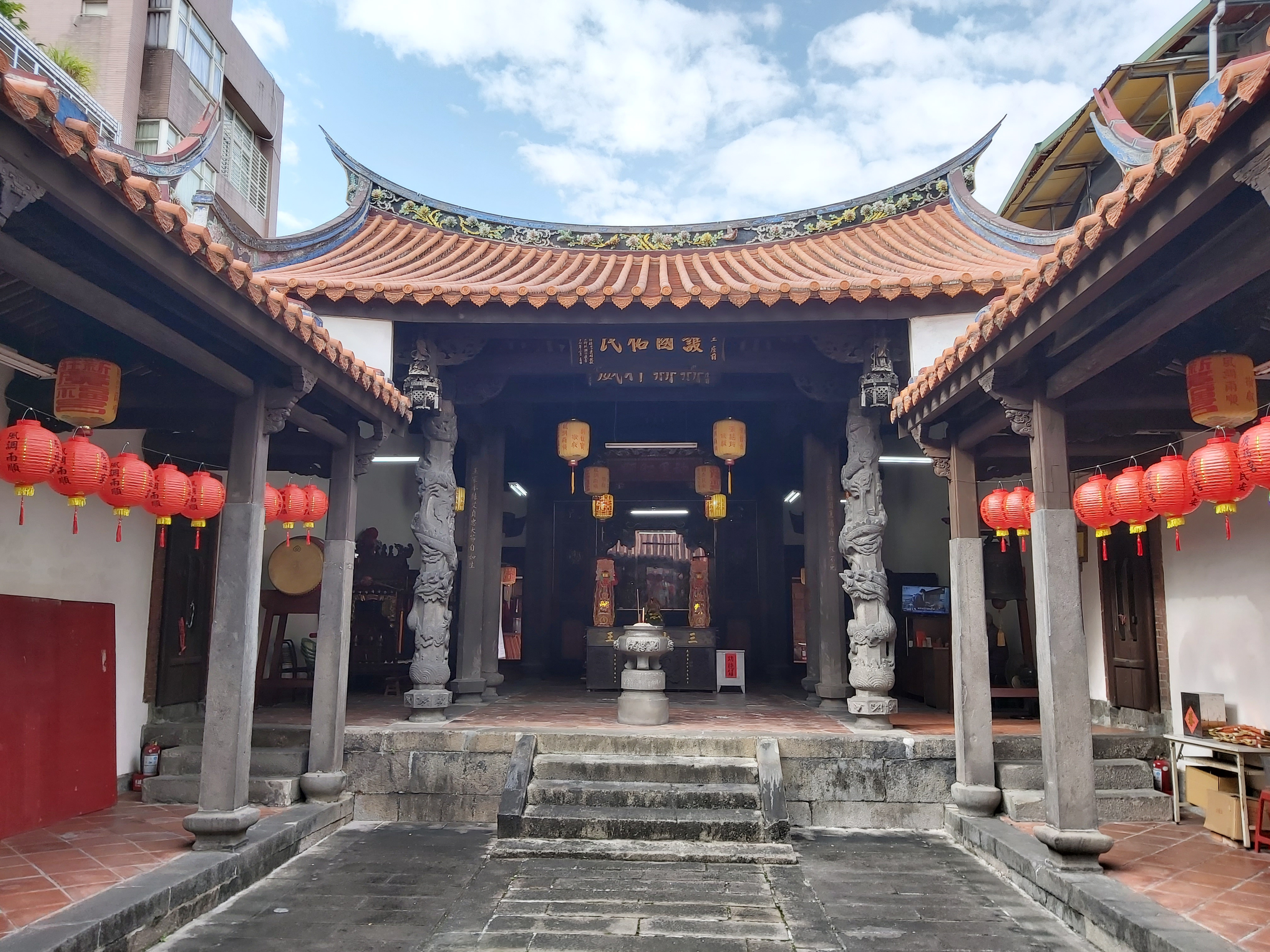
新莊廣福宮

## 周邊觀光資源

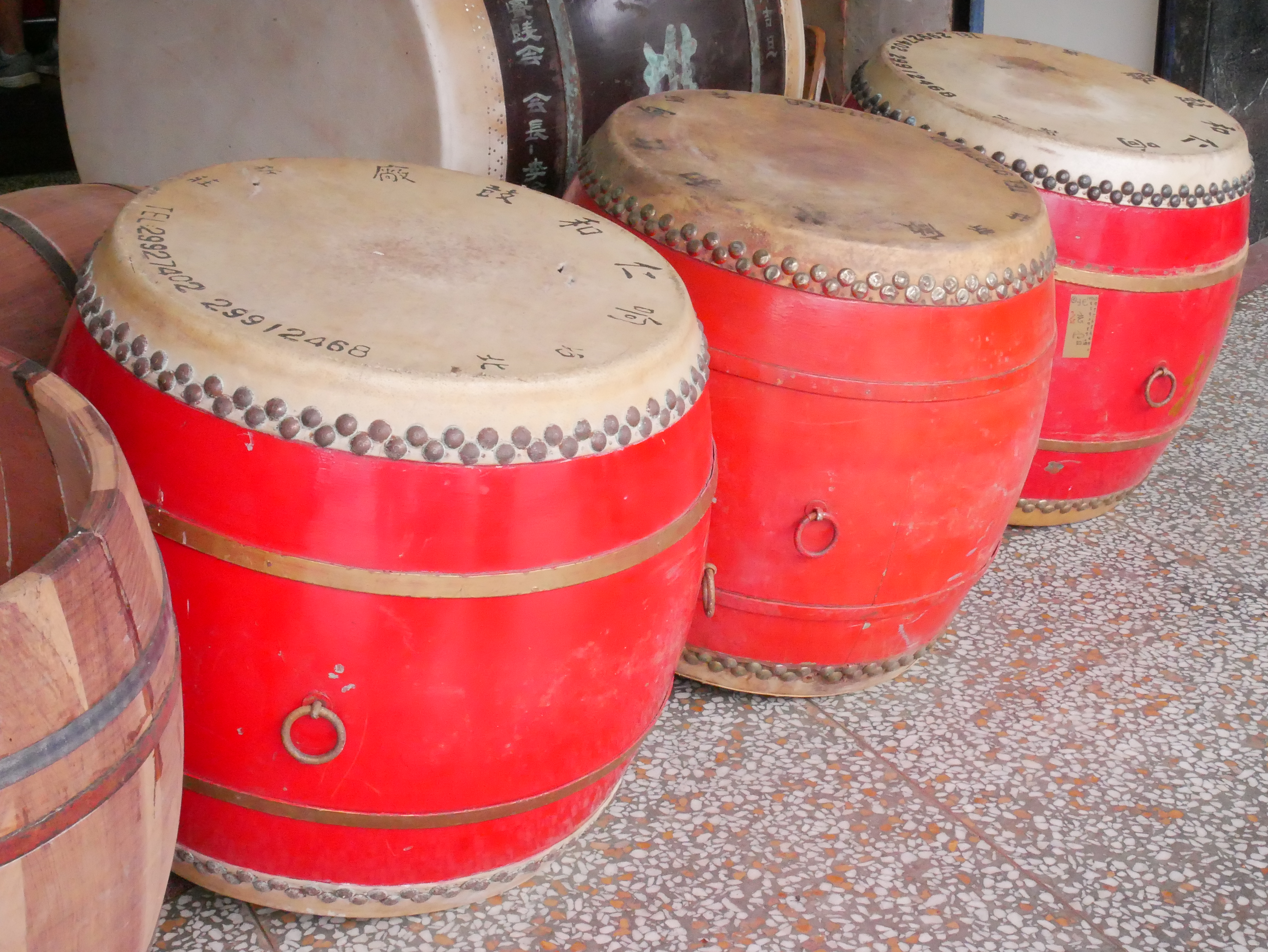
响仁和鐘鼓廠

1. 新莊保元宮
2. 新莊地藏庵
3. 新莊文昌祠
4. 新莊廣福宮
5. 新莊慈祐宮
6. 新莊武聖廟
7. 新莊潮江寺
8. 新莊福德祠
9. 全安宮
10. 海山福德宮
11. 新莊郡役所
12. 新莊武德殿
13. 新月橋
14. 响仁和鐘鼓鼎廠

## 外部連結
- 新莊廟街夜市-新北市觀光旅遊網 （页面存档备份，存于）